# Флаг Редкино
Флаг муниципального образования посёлок Ре́дкино Конаковского района Тверской области Российской Федерации — опознавательно-правовой знак, служащий официальным символом муниципального образования.
Флаг утверждён 8 сентября 2011 года и 2 ноября 2011 года внесён в Государственный геральдический регистр Российской Федерации с присвоением регистрационного номера 7204.

## Описание
«Прямоугольное полотнище, воспроизводящее композицию герба посёлка Редкино красным, голубым, белым, жёлтым и чёрным цветом».
Геральдическое описание герба гласит: «В червлёном поле, с голубой оконечностью обременённой тремя серебряными восьмиконечными звёздами и завершённой узким поясом, скомпонованным из чёрных и серебряных частей; выходящее золотое солнце (без изображения лица)».

## Обоснование символики
Первые письменные упоминания о Редкино относятся к XVI веку. Долгое время Редкино было одной из небольших деревень стоящих в стороне от Московского тракта. Ситуация изменилась со строительством в середине XIX века Николаевской железной дороги и основанием у деревни полустанка. Важная роль железной дороги отражена на флаге полосой, составленным из чёрных и белых частей, традиционным символическим отображением железнодорожных путей.
К началу XX века здесь ведутся активные торфоразработки и строится казённый торфококсовальный завод. Заложенная производственная база послужила основой для активного роста химической индустрии. Со временем производство развивалось и Редкинский торфокомбинат в 1957 году становится Опытным заводом химической промышленности. Достижения редкинских химиков нашли своё применение на производствах России и за рубежом. Флаг языком символов и аллегорий отражает градообразующую отрасль посёлка Редкино.
Солнце в сочетании с красным полем символизирует обновление, перерождение и является аллегорией химических процессов, в которых одно вещество преобразуется в другое. Эту символику дополняет само построение полотнища, где голубая часть с серебряными звёздами переходит в красную с восходящим жёлтым солнцем.
Звёзды как символ первоначальной энергии дающей жизнь образно показывают незыблемую связь природы и деятельности человека. Звёзды — символ обращения материи и энергии, аллегория химической промышленности.
Звезда — традиционный символ путеводности, целеустремлённости и достижения цели.
Восходящее солнце также отражает посёлок Редкино как молодое, развивающееся муниципальное образование.
Жёлтый цвет (золото) — символ уважения и интеллекта, богатства и стабильности, энергии.
Белый цвет (серебро) — символ чистоты, совершенства, мира и взаимопонимания.
Красный цвет — символ мужества, силы, труда, красоты и праздника.
Голубой цвет (лазурь) — символ чести, благородства, духовности.
Чёрный цвет — символ мудрости, скромности, богатства недр.